# Hallfreda Gård
Hallfreda Gård är en herrgård i Follingbo socken  på Gotland. Hallfeda gård är en av öns större gårdar. Gården köptes in av Sveriges lantbruksuniversitet 2006. Tidigare ägare från 1900-2006 var släkten von Corswant. 
Hallfredes grund skall härröra från 1300-talet, nuvarande byggnads nedervåning uppfördes 1768, medan övervåningen byggdes på 1793. Ett brandförsäkringsprotokoll finns från 1799, då gården tillhörde Georg Mathias Donner.
På gården bedrivs växtodling av spannmål, ärtor och oljeväxter. Det bedrivs även hotell, konferens och caféverksamhet i ett fristående aktiebolag. Gotlands Hushållningssällskap bedriver fältodlingsförsök på gården.
Arealen utgörs av 562 hektar varav 316 hektar åkermark och 246 hektar skog. Boningshuset (Hotellet) är byggt i italiensk stil med koppartak.